# 桐岳寺
桐岳寺（とうかくじ）は、島根県松江市奥谷町にある曹洞宗の寺院で、初代松江藩主堀尾忠氏の次男・小次郎の菩提寺。境内には、五輪塔形式の小次郎の墓、五百羅漢などがある。墓地には、江戸時代佐陀川を開削した松江藩士・清原太兵衛や『史記』の研究で有名な漢学者・滝川亀太郎の墓がある。

## 歴史
『雲陽誌』によれば、この寺は、堀尾忠氏の次男・小次郎が夭死したため、母の長春院が安来市広瀬町富田桜崎に建立した。1613年（慶長18年）に現在地に移転された。

## 交通アクセス
- 山陰本線 松江駅 レイクラインで10分、小泉八雲記念館前バス停下車、徒歩約7分

## 周辺
- 田原神社
- 島根大学旧奥谷宿舎（旧制松江高等学校外国人宿舎）
- 萬寿寺
- 小泉八雲記念館
- 小泉八雲旧居